# دان تايلور (راعي البقر)
دان تايلور (بالإنجليزية: Dan Taylor)‏ هو راعي البقر أمريكي، ولد في 2 سبتمبر 1923 في Doole, Texas ‏ في الولايات المتحدة، وتوفي في 3 نوفمبر 2010.